# Лучаново
Лучаново — село в Томском районе Томской области. Расположено в 2 км к югу от административной границы Томска. Население — 1343 жителя (2015).

## История
Село основано в 1600 году. Названо по фамилии и прозвищу первых жителей Лучановых-Болтовских.

## География
Расположено в низине среди холмов, в месте впадения реки Васильевка в Басандайку. На Васильевке сооружён большой пруд, пользующийся большой популярностью среди купальщиков.

## Экономика
В 1916 году «группою местных коммерсантов, образовавших Томское стеклоделательное товарищество на вере (во главе с В. М. Посохиным), открыт стекольный завод в деревне Лучаново, близ ст. Предтеченской. В настоящее время завод вырабатывает оконное стекло. На первых порах на заводе начали вырабатывать бутылки и посуду, но так как спрос на стеклянную посуду оказался чрезвычайно слабым, выделку этого сорта стекла свели до минимума. Т-во получило солидные заказы на стекло из Владивостока, от военного ведомства, железных дорог и т. д.». Материалы отчасти приобретаются на месте. Были привлечены рабочие из военнопленных.
Неподалёку от села расположено несколько песчаных карьеров, в которых долгие годы активно велась добыча песка и песчано-гравийной смеси для строительных нужд. Один из них снабжал находившийся тут же стеклозавод (до 1993), до 1997 года считавшийся отдельным посёлком, другой превращён в крупную свалку, мешавшую авиадвижению из аэропорта Богашёво.

## Природа
Южная окраина села граничит с ботаническим памятником природы — Лучаново-Ипатовским припоселковым кедровником, имеющим у местных жителей прочный статус доходного места от продажи кедрового ореха.

## Власть
Глава сельского поселения — Александр Викторович Мазуренко. Председатель Совета — Владимир Иосифович Гауэр.

## Население
|        | 1859 | 1882 | 1893 | 1899 | 1905 | 1911 | 1920 | 1926 | 2009 | 2011 | 2012 | 2015 |
| ------ | ---- | ---- | ---- | ---- | ---- | ---- | ---- | ---- | ---- | ---- | ---- | ---- |
| Муж.   | 80   |      | 90   | 138  |      | 157  |      | 99   |      |      |      |      |
| Жен.   | 71   |      | 92   | 146  |      | 148  |      | 90   |      |      |      |      |
| Итого  | 151  |      | 182  | 284  | 286  | 305  | 437  | 189  | 1182 | 1265 | 1293 | 1343 |
| Дворов | 28   | 23   | 41   | 59   |      | 60   | 79   | 36   |      |      |      |      |

## Галерея

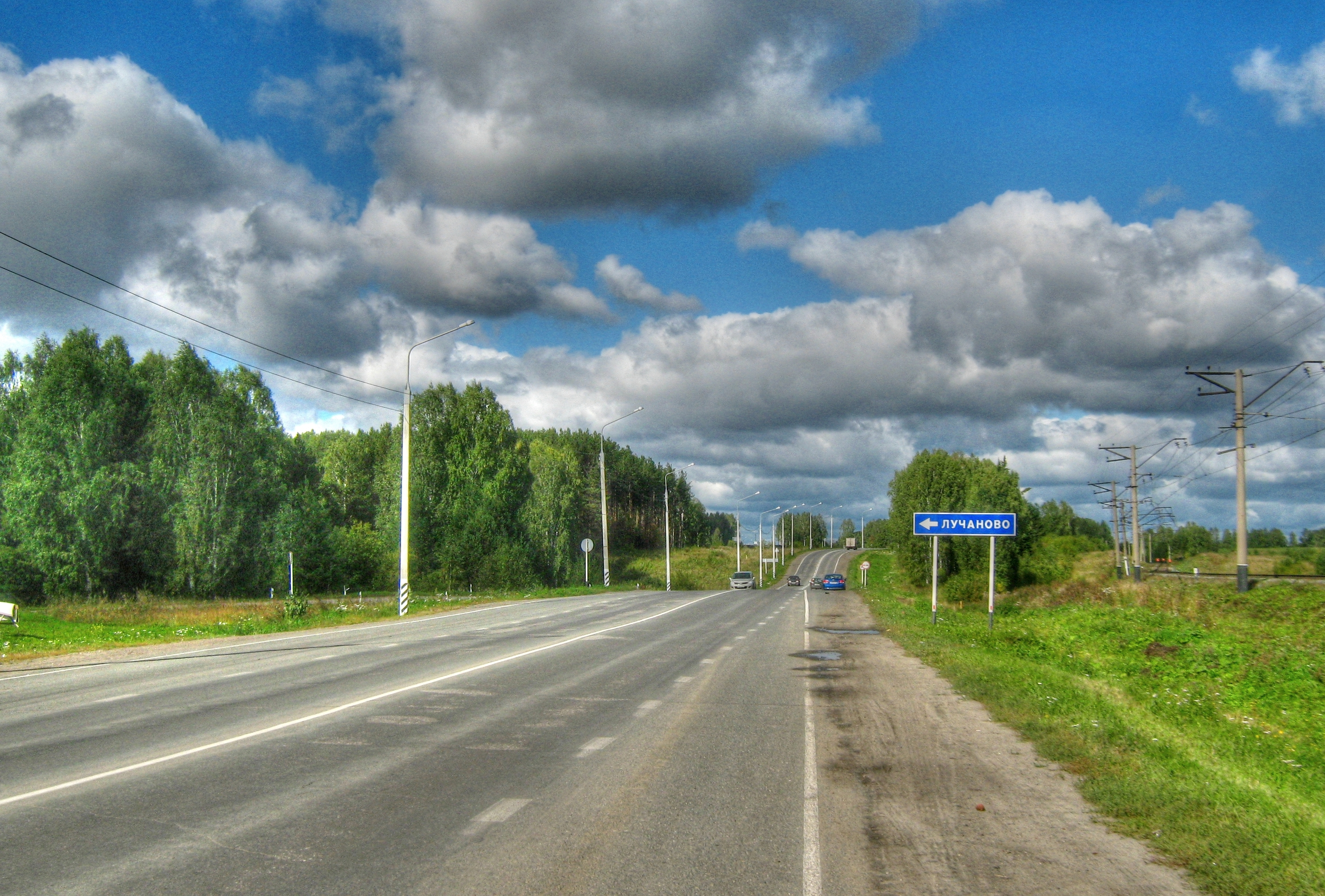
Поворот с Богашёвского тракта к селу
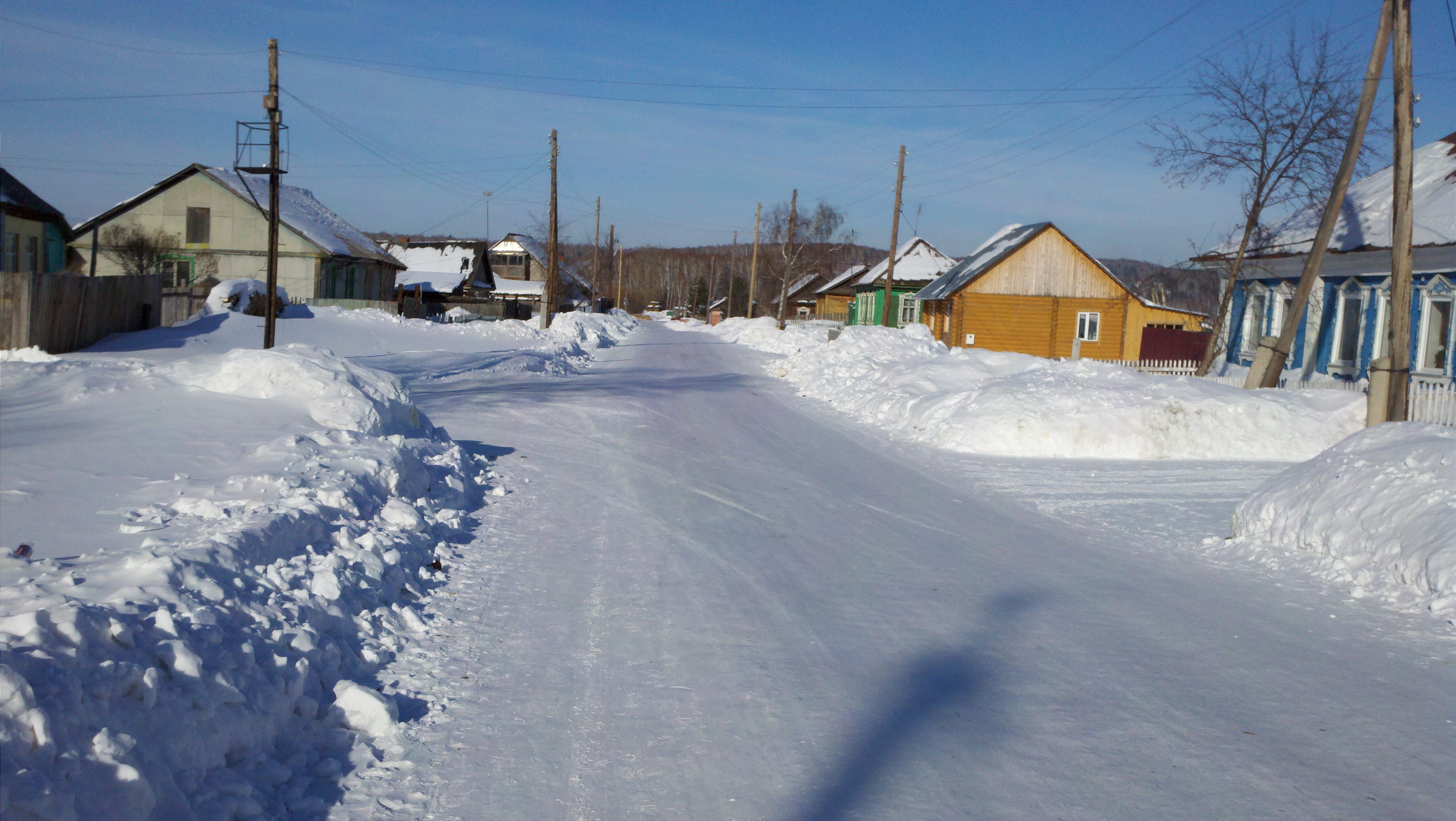
Улица Олега Кошевого
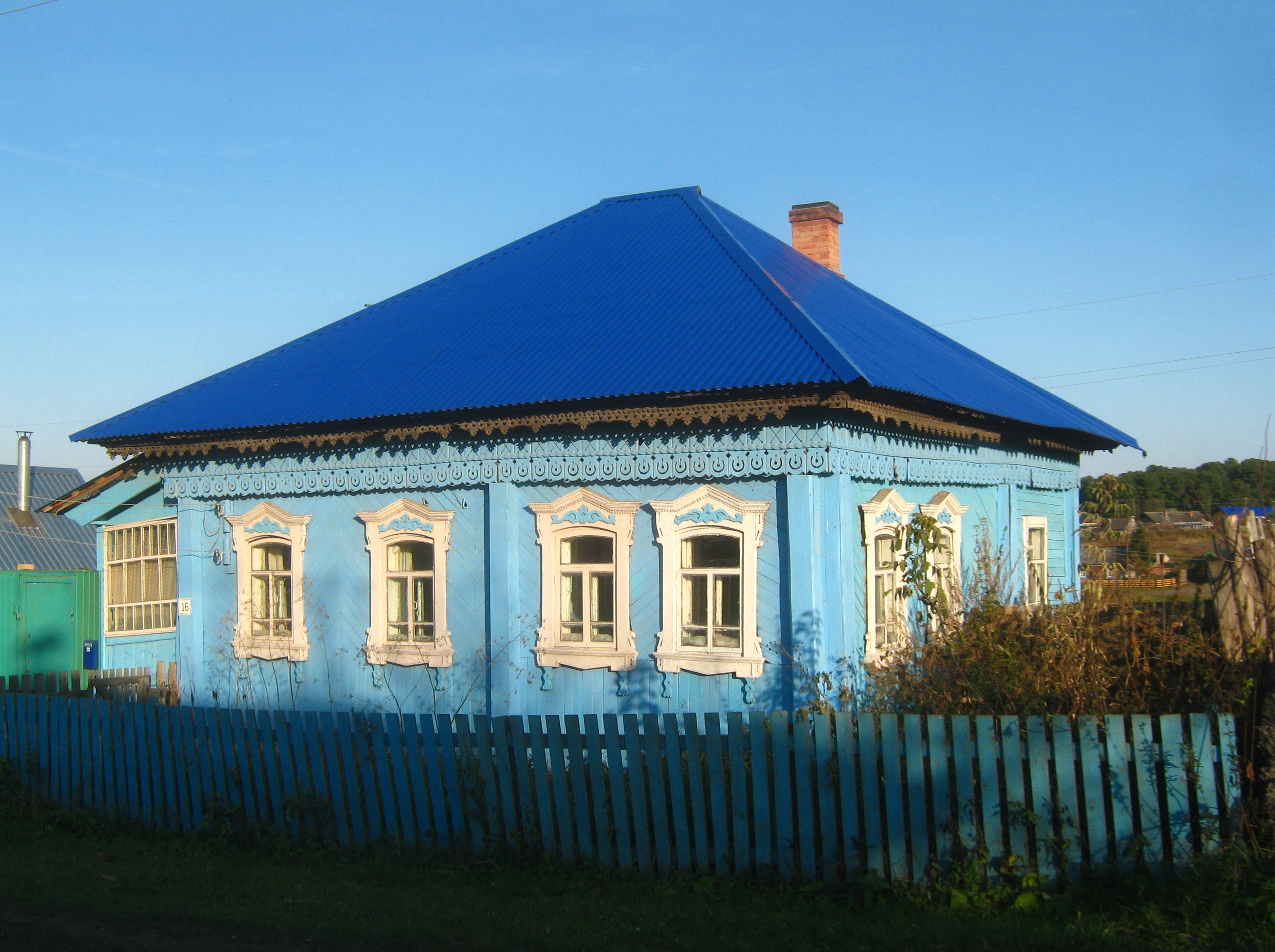
Дом на улице Олега Кошевого
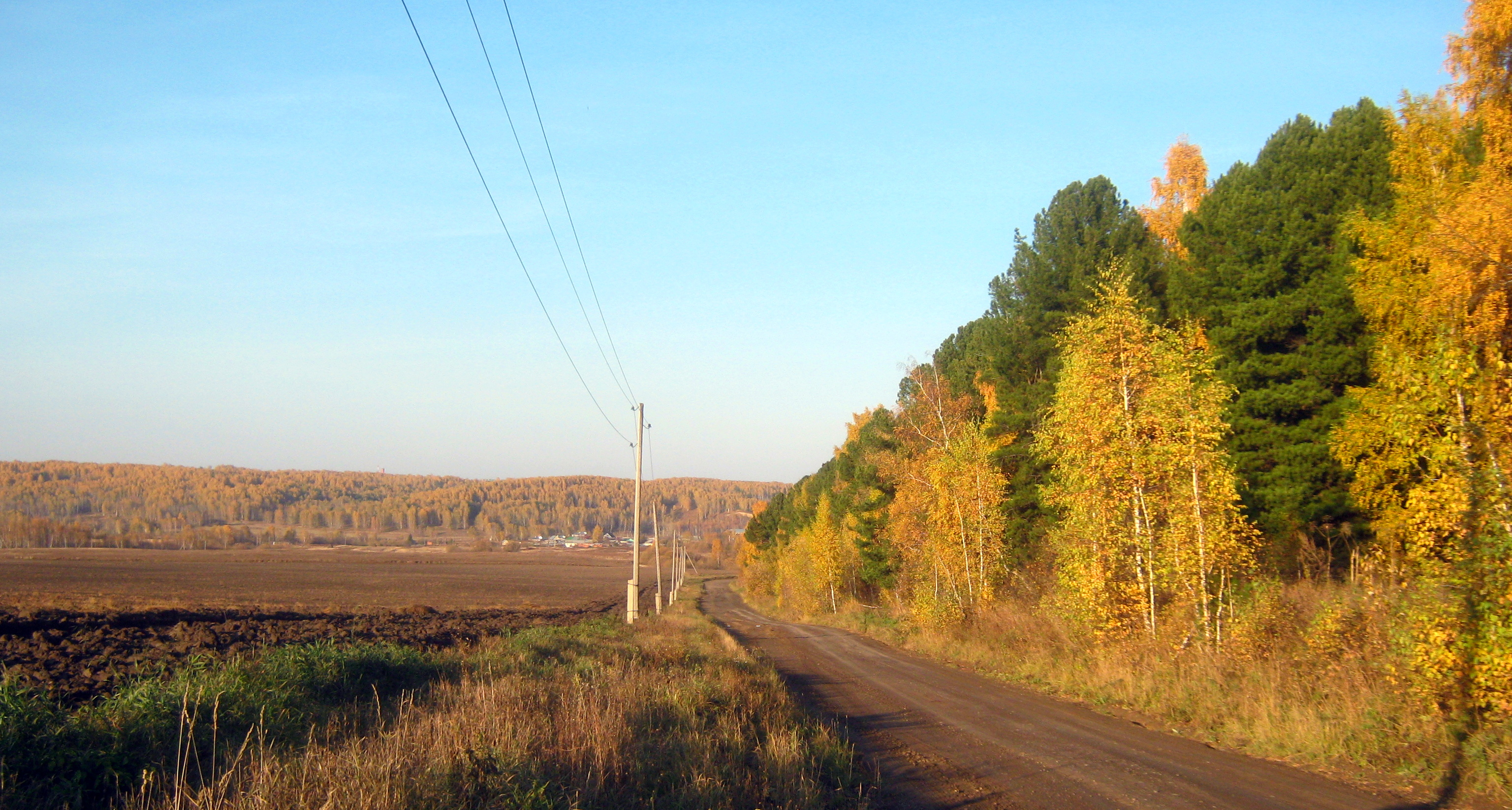
Кедровник вдоль дороги на Лучаново
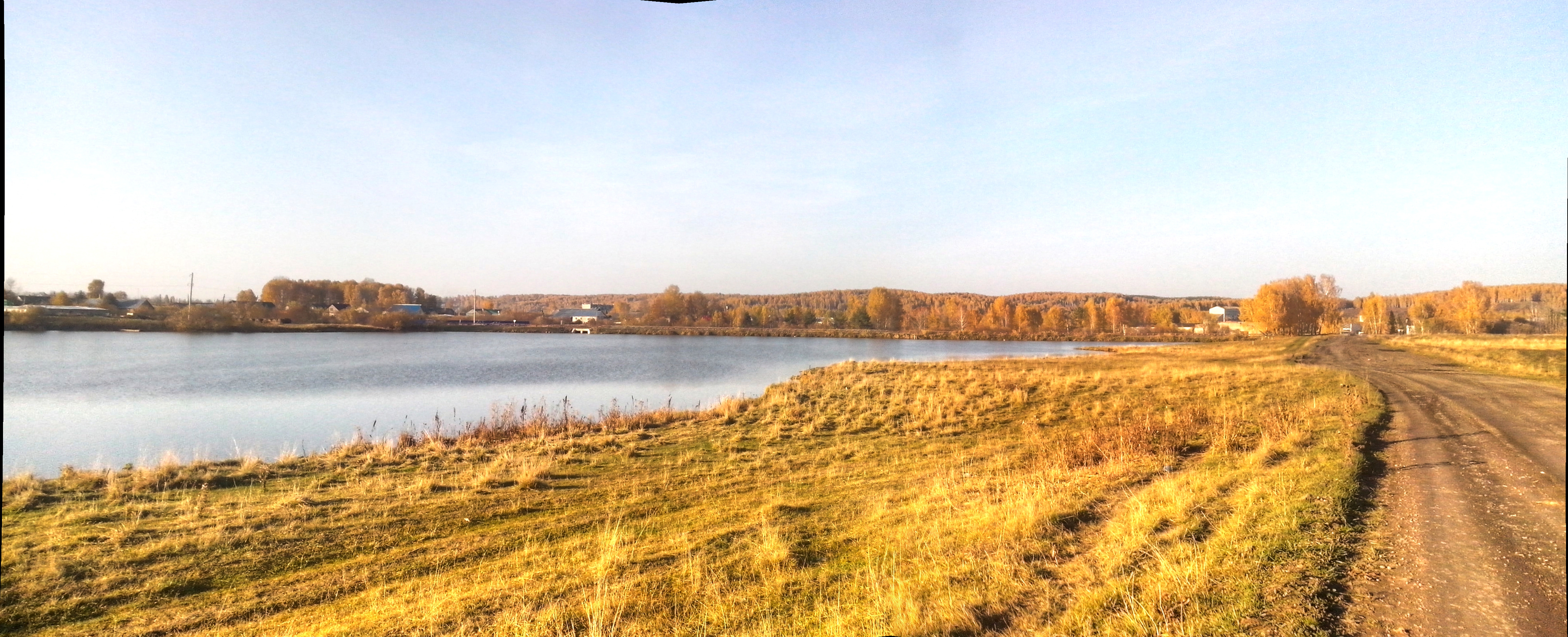
Пруд на Васильевке